# Zyklonsaison im Südwestindik 2014–2015
Die Zyklonsaison im Südwestindik 2014–2015 begann offiziell am 15. November 2014 und wird am 30. April 2015 enden, mit Ausnahme von Mauritius und den Seychellen, wo sie erst am 15. Mai 2015 enden wird. Diese Daten begrenzen konventionell die Zeit des meteorologischen Jahres der Südhalbkugel, in denen sich im südwestlichen Indik die meisten tropischen Wirbelstürme bilden. Das erste tropische System bildete sich am 16. November 2014, einen Tag nach dem Start der Saison.
Die tropischen Wirbelstürme in diesem Becken werden durch das Regional Specialized Meteorological Centre (RSMC) in La Réunion, Frankreich überwacht. Das Verantwortungsgebiet von Météo-France umfasst den Indischen Ozean südlich des Äquators und westlich von 90° östlicher Länge. Tropische Wirbelstürme in diesem Bereich werden Zyklone genannt. Das Joint Typhoon Warning Center (JTWC) in Honolulu beobachtet ebenfalls das Wettergeschehen in diesem Seegebiet; es gibt Sturmwarnungen aus, die sich primär an Einrichtungen der Streitkräfte der Vereinigten Staaten im Indischen Ozean richten.

## Stürme

### Schwerer Tropischer Sturm Adjali
Am Morgen des 16. November meldete das RSMC La Réunion, dass sich etwa 660 km westsüdwestlich von Diego Garcia eine tropische Störung gebildet hat, die die Identifikation 01R erhielt. Bereits sechs Stunden später verstärkte sich das System in eine tropische Depression, als es sich langsam in eine südsüdöstliche Richtung bewegte. Das Tiefdruckgebiet erreichte am Abend desselben Tages 10-minütige Windgeschwindigkeiten von rund 65 km/h, sodass das RSMC La Réunion es zu einem Moderaten tropischen Sturm heraufstufte, der den Namen Adjali bekam. Auch das Joint Typhoon Warning Center (JTWC) begann wenig später Warnungen herauszugeben und gab dem System die Bezeichnung 01S.

### Tropische Depression 02R
Am Mittag des 25. November begann das RSMC La Réunion mit der Beobachtung einer tropischen Störung, die etwa 425 km südwestlich von Diego Garcia entstand und die Bezeichnung 02R bekam. Nur sechs Stunden später intensivierte sich das System in eine tropische Depression.

### Tropische Störung 03R (Bakung)
Früh am 13. Dezember überquerte der sich abschwächende tropische Zyklon Bakung den 90. Grad östlicher Länge und befand sich nun im Verantwortungsbereich des RSMC La Réunion.

## Sturmnamen
Tropische Wirbelstürme erhalten in diesem Becken einen Namen, sofern sie mindestens die Stärke eines Moderaten tropischen Sturmes erreichen. Wenn ein System diese Stärke westlich von 55° östlicher Länge erreicht, wird der Name durch das Sub-Regional Tropical Cyclone Advisory Centre in Madagaskar zugewiesen; erreicht der Sturm diese Stärke zwischen 55° und 90° östlicher Länge ist das Regional Tropical Cyclone Advisory Centre in Mauritius für die Namensvergabe zuständig. Neue Namenslisten werden jedes Jahr herausgegeben, weswegen von der Liste der Namen tropischer Wirbelstürme keine Namen gestrichen werden. Die Namensliste für die Zyklonsaison im Südwestindik 2014–2015 wurde durch Météo-France im September 2012 bekanntgegeben. Die folgenden Namen wurden für benannte Stürme benutzt:
Adjali, Bansi, Chedza, Diamondra, Eunice, Fundi, Glenda, Haliba